# Suzanne Brohan
Augustine-Suzanne Brohan (Parigi, 1807 – Fontenay-aux-Roses, 1887) è stata un'attrice teatrale francese.
Esordì all'Odéon nel 1823 per poi recitare al Vaudeville dal 1828 al 1833 e dal 1834 alla Comédie-Française. Si ritirò nel 1842.
Fu la madre di Augustine e Madeleine Brohan, nonché nonna di Jeanne Samary.